# In the Land of the Rising Sun: Live in Japan 2001
In the Land of the Rising Sun: Live in Japan 2001 es un álbum doble en vivo del grupo de rock progresivo inglés Renaissance.
Fue lanzado en el año 2002 y grabado el 16 de marzo del 2001 en la ciudad de Tokio, en el Koseinekin Halcomo parte de la gira del disco Tuscany. Tres miembros de la formación clásica del grupo participan en el directo: la vocalista Annie Haslam, el guitarrista Michael Dunford así como el batería Terence Sullivan.
Este trabajo en vivo fue incluido en su totalidad en la edición expandida de tres discos del álbum Tuscany publicado en el 2024.

## Lista de canciones
Disco 1
1. "Carpet of the Sun" (3:49)
2. "Opening Out" (4:24)
3. "Midas Man" (6:31) 
4. "Lady from Tuscany" (7:07)
5. "Pearls of Wisdom" (4:41) 
6. "Dear Landseer" (5:40) 
7. "Northern Lights" (4:21)
8. "Moonlight Shadow" (4:08)
9. "Precious One" (4:48)
10. "Ananda" (5:42)
Disco 2
1. "Mother Russia" (10:31)
2. "Trip to the Fair" (11:53)
3. "One Thousand Roses" (7:53)
4. "I Think of You" (3:20)
5. "Ashes Are Burning" (19:57)

## Integrantes
- Annie Haslam - voz
- Michael Dunford - guitarra acústica, coros
- Terence Sullivan - batería, percusiones
- Mickey Simmonds - teclados, coros
- Rave Tesar - piano, teclados
- David J. Keyes - bajo, teclados